# 戴安娜·埃内耶
戴安娜·齐奥玛·埃内耶（英語：Diana Chioma Eneje，2002年8月19日—）是尼日利亚时装模特、vlog作者及网络红人，曾为惠普、妮维雅等品牌代言。

## 生平
埃内耶祖籍埃努古州，2002年出生于拉各斯，父母分别是金斯利·埃内耶和琳达·埃内耶。她的两个姐姐詹妮弗·埃内耶和多丽丝·埃内耶自她年幼时就为她培养起时尚品味。
2016年，埃内耶以14岁之龄出道。次年生日当天，她成立了一家救济婴儿的慈善基金会。2019年，她开始在YouTube上分享时装vlog，记录自己的饮食、发型和旅行经历。2019年8月19日，她与The Shine Cartel合作推出了自己的发胶系列。此外，她还主演了Rema的MV《Dumebi》，于2019年5月21日由马文唱片发布。
借助自己的网红身份，埃内耶曾为惠普、吉百利、Krispy Kreme等品牌代言。她曾与多位同行和2020年9月28日PayPorte成立六周年之际与该公司首席执行官共进私人晚宴。

## 提名与获奖
| 时间   | 奖项                 | 类别                    | 结果         |
| ------ | -------------------- | ----------------------- | ------------ |
| 2017年 | 尼日利亚青少年选择奖 | 最时尚女性              | 獲獎         |
| 2018年 | 尼日利亚青少年选择奖 | 社交媒体影响者          | 提名         |
| 2021年 | YNaija               | 媒体界100名最有影响力者 | 入圍初选名单 |